# لاسلو چه (بازیکن فوتبال)
لاسلو تشیه (مجاری: László Cseh; ۴ آوریل ۱۹۱۰ – ۸ ژانویهٔ ۱۹۵۰) بازیکن فوتبال اهل مجارستان بود.
از باشگاه‌هایی که در آن بازی کرده می‌توان به باشگاه فوتبال ام‌تی‌کی بوداپست اشاره کرد.
او همچنین در تیم ملی فوتبال مجارستان بازی کرده‌است.